# レバノン関係記事の一覧
レバノン関係記事の一覧（レバノンかんけいきじのいちらん）

## あ行
- アジア
- アラビア語
- アラブ民族主義
- アラブ連盟

## か行
- カルロス・ゴーン
- キアヌ・リーブス

## さ行
- 十二イマーム派

## た行
- 中東
- ドルーズ派

## な行
- 西アジア

## は行
- ヒラム
- フェニキア
- フェニキア文字
- フランス語
- フランス語圏
- ベイルート

## ま行
- マロン典礼カトリック教会

## ら行
- レバノン
- レバノンが関与した戦争一覧
- レバノン軍
- レバノン海軍艦艇一覧
- レバノン杉
- レバノン内戦
- レバノンの政党
- 歴史的シリア